# Кресовець (бронеавтомобіль)
Панцирник «Кресовець» (пол. Kresowiec) призначався для використання в ході боїв за Львів українсько-польської війни, коли лінія фронту проходила на околицях міста в ході Січневого наступу 1919 року Української Галицької армії.
Для отримання переваги польська сторона спробувала виготовити декілька панцирників на наявному у місті шасі і відповідно до наявних технічних можливостей. Комендант майстерень технічних оборони Львова, професор Львівської політехніки Вільгельм Лутцке-Бірк (Wilhelm Aleksander Lutzke-Birk) та інженер-механік Вітольд Ауліх (Witold Aulich) спорудили панцерник на основі триколісного мотоплуга «Praga», виробництво якого Перша Богемська Машинна фабрика (нім. Erste Bohmismahrische Maschinenfabrik) у Празі розпочала 1914 року. Корпус зібрали з 10 мм залізних листів. Озброєння складалося з 3-х кулеметів, пристосованих для стрільби по боках і ззаду. Шасі не мало підвіски, рухалось лише вперед і спрямовувалось заднім поворотним колесом. Панцирник зібрали у майстерні на вулиці Польній 53 за участі робітників залізничного депо до травня 1919 року, і він не міг брати участі у боях в місті. Про бойове використання панцирника не збереглося жодних відомостей.